# Dossier de presse
 (février 2014).
Si vous disposez d'ouvrages ou d'articles de référence ou si vous connaissez des sites web de qualité traitant du thème abordé ici, merci de compléter l'article en donnant les références utiles à sa vérifiabilité et en les liant à la section « Notes et références ».
Un dossier de presse est soit un recueil d'informations destinées à la presse, soit une collection d'articles de presse.

## Présentation
Les dossiers de presse sont généralement utilisés pour les lancements de produits, les ouvertures d’entreprise, l’annonce d’une conférence, un événement, les fusions de deux entreprises. Le  dossier est généralement accompagné d’un communiqué. 
Le contenu peut être très variable :
- Un historique de l’entreprise ou de la personne concernée
- Une suite de faits reprenant les tenants, les aboutissants, les causes, les conséquences, les statistiques et parfois les bénéfices à propos de l’objet concerné par le kit
- Une biographie des éléments clés permettant de cerner l’objet de la communication
- Une revue de presse des publications précédentes
- Des photos du produit, de la marque, le logo et les différentes composantes de l’identité visuelle
- Un communiqué de presse détaillé sur l’objet en question
- Un contact presse ou les coordonnées des personnes à contacter pour disposer d’informations supplémentaires
- Éventuellement un DVD qui présente les actions de l'entreprise
- Des flyers, cartes postales, publicités sur l’objet en question

Les producteurs et distributeurs de cinéma, notamment, en diffusent systématiquement pour accompagner la sortie de  leurs films. Le dossier de presse contient des informations sur l'évènement, le produit, le film : créateurs, auteurs, collaborateurs; genèse et circonstances de fabrication ou de réalisation; notes d'intentions et entretiens; analyses et commentaires... Le dossier de presse est généralement rédigé par l'attaché de presse.
Le terme pressbook désigne le plus souvent un recueil d'articles et d'images parus dans la presse, réalisé par ou pour une personne publique, acteur, mannequin, photographe... qui permet de mettre en évidence un niveau de notoriété dans le monde professionnel.
Le dossier de presse peut aussi avoir une forme numérique. Dans ce cas on parle d'Electronic press kit (kit de presse électronique).
À noter que dans certains cas on parlera de kit de presse et non de dossier de presse.